# Mare de Déu dels Dolors de Móra d'Ebre
La Mare de Déu dels Dolors de Móra d'Ebre és una ermita de Móra d'Ebre (Ribera d'Ebre) inclosa a l'Inventari del Patrimoni Arquitectònic de Catalunya.

## Descripció
Situada al nord del nucli urbà de la vila de Móra d'Ebre, al costat de l'hospital comarcal de Móra d'Ebre i prop del castell, en una terrassa des d'on es contempla el riu.
Petit temple d'una sola nau cobert per una volta de canó, recolzada damunt d'una cornisa motllurada que recorre els murs laterals. La porta d'accés és d'arc apuntat motllurat, emmarcat per dues pilastres amb impostes i capitells. Dues cornises motllurades rematen la part superior de la façana, la qual està rematada per una fornícula apuntada rematada per una creu, i amb l'escena del calvari a l'interior.
La construcció està arrebossada i emblanquinada.